# Жан де Дрё (граф де Макон)
Жан де Брен (фр. Jehan de Braine; ок. 1198 — 1240, Триполи) — французский трувер, крестоносец. С 1224 года граф Макона и Вьенна по правам жены. Младший сын Роберта II де Дрё и его второй жены Иоланты де Куси.
Из стихотворных произведений Жана де Брена сохранилась пастурель «Под сенью дерева» («Par desous l’ombre d’un bois») и две любовных песни, «Pensis d’amours, joians et corociés» и «Je n’os chanter trop tart ne trop souvent».
Он также настоящий автор трёх поэм, которые приписываются Жану де Бриенну.
Ок. 1220 года Жан де Брен женился на Аликс (ум. 1258/1261), унаследовавшей в 1224/1225 году графства Макон и Вьенн после смерти отца — Жеро II Вьеннского.
В 1239 году принял участие в Крестовом походе баронов и умер в Святой земле.
В том же году его вдова Аликс продала графства Макон и Вьенн французскому королю и удалилась в монастырь, с 1246 года аббатиса монастыря Нотр-Дам де Лис (около Мелена).